# Almonacid de la Cuba
Almonacid de la Cuba là một đô thị ở tỉnh Zaragoza, Aragon, Tây Ban Nha. Theo điều tra dân số năm 2004 của Viện thống kê quốc gia Tây Ban Nha (INE), đô thị này có dân số 306 người. Almonacid de la Cuba có diện tích 55 km2, nằm ở độ cao 488 m trên mực nước biển.

## Dân số
| Biến động dân số giai đoạn 1991 và 2004 | Biến động dân số giai đoạn 1991 và 2004 | Biến động dân số giai đoạn 1991 và 2004 | Biến động dân số giai đoạn 1991 và 2004 |
| --------------------------------------- | --------------------------------------- | --------------------------------------- | --------------------------------------- |
| 2004                                    | 2001                                    | 1996                                    | 1991                                    |
| 306                                     | 325                                     | 355                                     | 381                                     |